# Neololeba atra
Neololeba atra är en gräsart som först beskrevs av John Lindley, och fick sitt nu gällande namn av Elizabeth A. Widjaja. Neololeba atra ingår i släktet Neololeba och familjen gräs. Inga underarter finns listade i Catalogue of Life.